# Università statale dell'Ohio
L'Università statale dell'Ohio in inglese The Ohio State University (OSU) è un'università pubblica di ricerca dello Stato dell'Ohio, negli Stati Uniti d'America.

## Storia
È stata fondata nel 1870 durante la presidenza di Ulysses S. Grant ed è attualmente la più grande università degli Stati Uniti d'America. È considerata dalla rivista U.S. News & World Report come migliore università pubblica in Ohio, tra le prime 60 degli Stati Uniti D'America e tra le prime 20 migliori pubbliche. È anche nominata come una delle università più innovative della nazione (U.S. News & World Report) e nel mondo (Reuters). In un rapporto del 2007 pubblicato dalla National Science Foundation, le spese di ricerca dello Stato dell'Ohio per il 2006 sono state di 652 milioni di dollari, posizionandosi al 7º posto tra le università pubbliche, classificandosi anche al 3º posto tra tutte le università americane per la ricerca sponsorizzata dall'industria privata. Le spese di ricerca nello Stato dell'Ohio sono state di 720 milioni di $ nel 2007.
Nel 2006 lo Stato dell'Ohio ha annunciato che avrebbe designato almeno 110 milioni di $ dei suoi sforzi di ricerca a quelle che ha definito "preoccupazioni fondamentali" come la ricerca verso una cura per il cancro, fonti di energia rinnovabile e forniture di acqua potabile. L'università ha un vasto programma di vita studentesca, con oltre 1.000 organizzazioni studentesche; programmi sportivi intercollegiali, confraternite e sororities, e tre governi studenteschi. L’Ohio State ha oltre 475.000 ex-alunni viventi in tutto il mondo che includono vincitori del Premio Nobel, del Premio Pulitzer, medaglie d'oro ai Giochi olimpici, ambasciatori, nonché membri dell'elenco Forbes 400 delle persone più ricche al mondo. Tra le varie persone che hanno frequentato l'università si ricorda Larry Sanger, uno dei fondatori di Wikipedia, il campione olimpico Jesse Owens.